# PNY Technologies
PNY Technologies, Inc es un fabricante de tarjetas de Memoria Flash, Unidad flash USB, Discos de estado sólido, Módulos de memoria RAM como también ensamblador de tarjetas de video con chipset NVIDIA, de la serie Geforce a nivel consumidor y la serie Quadro a nivel profesional.Con la casa matriz en Parsippany, NJ, PNY mantiene múltiples fábricas en América del Norte, Europa, Asia y América Latina.

## Historia
PNY Electronics, inc. se originó a las afueras de Brooklyn, N.Y. en 1985 como una empresa que compra y vende chips de memoria. Para enfatizar su expansión en la fabricación de nuevas formas de memoria y productos complementarios, la compañía cambió su nombre en 1997 a PNY Technologies, inc.

## Productos
- Tarjetas memoria Flash
- Unidad Flash USB
- Discos de estado sólido
- Módulos de memoria RAM
- Tarjetas gráficas Geforce
- Gráficas Quadro Professional
- Cables HDMI
- Quadro Plex